# اندیس مرمریت فنوج
مرمریت فنوج یک اندیس مصالح ساختمانی است که در استان سیستان و بلوچستان قرار دارد و مادهٔ معدنی موجود در آن، مرمریت است.